# Bottom-up-Parser
Bottom-up-Parser oder Aufwärtsparser sind Analyse-Werkzeuge für formale Sprachen.
Im Regelfall wird ein Parser als Teil eines Übersetzungsprogramms von einer Sprache in eine andere eingesetzt. Bei Programmiersprachen ist ein solches Übersetzungsprogramm Teil eines Compilers.
Ein Parser prüft auch die Konformität bzw. das Einhalten des Regelwerks einer Sprache: Er gibt Warnungen und Fehlermeldungen aus, wenn der Eingangstext nicht regelkonform ist.
Ein Bottom-up-Parser arbeitet ausgehend von der kleinsten vorgefundenen Einheit („Bottom“) in Richtung des größeren Zusammenhangs („up“).
Der Bottom-up-Parser implementiert die Strategie des Bottom-up-Parsings (datengeleitetes Parsing).
Bei dieser wird von den Token (Wörtern) des Eingabesatzes ausgehend versucht, nach und nach größere syntaktische Strukturen aufzubauen, bis man schließlich beim Startsymbol der Grammatik angelangt ist.
Wichtige Unterklassen sind
- Shift-Reduce-Parsing wie LR(k)-Parsing
- Operator-Präzedenz-Parsing

## Beispiel
Gegeben sei eine kontextfreie Grammatik mit folgenden Produktionsregeln:
1. S → NP VP
2. VP → V NP
3. NP → Donald
4. NP → Daisy
5. V → liebt

Das Startsymbol sei S.
Der Satz, der durch den Bottom-up-Parser analysiert werden soll, sei „Daisy liebt Donald“. Der Stapel des Parsers ist anfänglich leer. Die Schritte eines Shift-Reduce-Parsers sehen so aus:
| Eingabe            | Stapel      | Aktion                                                     | Angewandte Regeln |
| ------------------ | ----------- | ---------------------------------------------------------- | ----------------- |
| Daisy liebt Donald |             | Start                                                      |                   |
| liebt Donald       | Daisy       | Lege Wort „Daisy“ auf den Stapel                           |                   |
| liebt Donald       | NP          | Reduziere „Daisy“ zu NP mit Regel 4.                       | 4                 |
| Donald             | NP liebt    | Lege Wort „liebt“ auf den Stapel                           | 4                 |
| Donald             | NP V        | Reduziere „liebt“ zu V mit Regel 5.                        | 4 5               |
|                    | NP V Donald | Lege Wort „Donald“ auf den Stapel                          | 4 5               |
|                    | NP V NP     | Reduziere „Donald“ zu NP mit Regel 3.                      | 4 5 3             |
|                    | NP VP       | Reduziere die Folge V NP auf dem Stapel zu VP mit Regel 2. | 4 5 3 2           |
|                    | S           | Reduziere die Folge NP VP auf dem Stapel zu S mit Regel 1. | 4 5 3 2 1         |

Es gibt keine weiteren Wörter mehr im Eingabesatz, auf dem Stapel liegt das Startsymbol, der Satz wurde daher durch den Parser unter Ausgabe der Regelfolge 4 5 3 2 1 akzeptiert.